# Семь скорбей (полиптих)
«Семь скорбей» — полиптих Альбрехта Дюрера, выполненный около 1500 года. Центральная часть полиптиха (108x43 см) в настоящее время находится в Старой пинакотеке (Мюнхен), семь боковых панелей (ок. 63x46 см — каждая) — в Дрезденской картинной галерее.

## История создания
Произведение было заказано Фридрихом III вскоре после его встречи с Дюрером, состоявшейся в Нюрнберге в апреле 1496 года. Исходя из стилистических особенностей полиптиха, исследователи полагают, что художник начал работать над полиптихом только около 1500 года.
Специалисты в настоящее время приписывают Дюреру авторство лишь центральной панели полиптиха с Матерью Скорбящей (лат. Mater Dolorosa), в то время как семь внешних досок выполнены скорее всего по его рисункам помощниками. «Мать Скорбящая», уменьшенная по краям приблизительно на 18 см, в начале XIX века была получена мюнхенским музеем из женского монастыря Benediktbeuren. В тридцатых годах XX века она была отреставрирована. Тогда же было установлено, что это не часть, как полагалось ранее, диптиха с изображением Благовещения, вторая половина которого с архангелом считалась утраченной. Во время реставрации были сняты поздние записи авторской живописи и справа от Марии открылось изображение шпаги — атрибута Матери Скорбящей.
Другие части полиптиха находились в Виттенберге, в замке Фридриха III, с 1640 года они хранились в Кунсткамере принца Саксонии. Они были отреставрированы в середине XX века, при проведении работ всё же не были разрешены сомнения в их атрибуции.
В 1988 году серийный вандал Больман в Старой пинакотеке облил картину вместе с «Оплакиванием Христа» и «Алтарём Паумгартнеров» серной кислотой. 

## Боковые панели полиптиха
| # | Картина | Эпизод                 | # | Картина | Эпизод                |
| - | ------- | ---------------------- | - | ------- | --------------------- |
| 1 |         | Обрезание Иисуса       | 5 |         | Пригвождение к кресту |
| 2 |         | Бегство в Египет       | 6 |         | Распятие              |
| 3 |         | Христос среди учителей | 7 |         | Снятие с креста       |
| 4 |         | Несение креста         |   |         |                       |